# رابرت بریتر
رابرت بریتر (انگلیسی: Robert Breiter; ۲۸ مارس ۱۹۰۹ – ۱۹ نوامبر ۱۹۸۵) بازیکن هاکی روی یخ اهل سوئیس بود.